# ジョージ・ラッセルズ (第7代ヘアウッド伯爵)
第7代ヘアウッド伯爵ジョージ・ヘンリー・ヒューバート・ラッセルズ（英語：George Henry Hubert Lascelles, 7th Earl of Harewood KBE AM、1923年2月7日 - 2011年7月11日）は、イギリスの貴族、音楽家。
エリザベス2世の従兄にあたる。
父が爵位を継承する1929年以前はジョージ・ラッセルズ閣下（The Honourable George Lascelles）、1929年から自身が爵位を継承する1947年まではラッセルズ子爵(Viscount Lascelles)の儀礼称号を使用した。 

## 経歴
第6代ヘアウッド伯爵ヘンリー・ラッセルズとその妻メアリー王女との長男として誕生。外祖父の国王ジョージ5世にとっては初孫であり、ジョージの洗礼では国王が代理父をつとめた。1937年、伯父ジョージ6世の即位礼においてはペイジをつとめている。
1942年、英国陸軍に入隊し、グレナディアガーズに配属される。階級は大尉。第二次世界大戦ではナチスドイツの捕虜となった経験がある。
1947年、父ヘンリーの死に伴いヘアウッド伯爵位を襲位。1956年、貴族院議員就任。
1949年、ヨークシャー・シンフォニー・オーケストラのコンサートを鑑賞したのをきっかけに、クラシック音楽の世界にのめりこんでゆく。1950年にオペラ専門誌の記者となったのを皮切りに、ロイヤル・オペラ・ハウスのdirector（1951-1953/1969-1972）、イングリッシュ・ナショナル・オペラ取締役社長（1972-1985）、同チェアマン（1986-1995）、エディンバラ国際フェスティバル芸術監督、リーズ音楽祭の総合監督兼芸術監督（1958-1974）などをつとめた。
その他、BBC会長（1985-1987）、全英映像等級審査機構総裁（1985-1996）等を歴任する。
また、サッカー界にも進出し、リーズ・ユナイテッドFC会長、フットボール・アソシエーション協会長などをつとめた。
2011年没。享年88。

## 家族
- 夫人：マリオン・ソープ(1926-2014) - コンサート・ピアニスト
  - 長男：デイビッド(1950-) - 第8代ヘアウッド伯爵
  - 次男：ジェームズ(1953-)
  - 三男：ジェレミー(1955-)

## 栄典
- 1986年 - 大英帝国勲章（ナイト・コマンダー）
- 2010年 - オーストラリア勲章（英語版）